# 9-й егерский полк
9-й егерский полк — пехотное подразделение РИА.

## Места дислокации
До 1820 года базировался в Грузии, после переведён в Муром

## Формирование полка
Сформирован 17 мая 1797 г. как 10-й егерский полк, с 1898 по 1801 г. именовался по шефам, 29 марта 1801 г. назван 9-м егерским; в 1819 г. переименован в 42-й егерский, но в 1825 г. прежнее название было возвращено. По упразднении егерских полков 28 января 1833 г. все три батальона были присоединены к Костромскому пехотному полку. В 1863 г. три батальона Костромского полка пошли на формирование Троицкого пехотного полка, в котором были сохранены старшинство и знаки отличия 9-го егерского полка.
Г. С. Габаев и Клизовский приводят другую (неофициальную) версию расформирования и последующей преемственности полка: в 1825 г. название полка изменено не было и, называясь 42-м егерским, батальоны полка в 1834 г. были по одному присоединены к Тифлисскому, Ширванскому и Мингрельскому (новому) полкам. Этой же версии придерживается и анонимный автор истории Ширванского полка «Служба Ширванца. 1726—1909» (Тифлис, 1910).

## Знаки отличия полка
9-й егерский полк имел знаки отличия на головных уборах для нижних чинов с надписью «За отличие», пожалованные за Турецкую войну 1828—1829 гг.

## Шефы полка
- 17.01.1799 — 06.03.1799 — майор Майнов, Никифор Романович
- 06.03.1799 — 23.06.1802 — генерал-майор Ведемейер, Антон Иванович
- 23.06.1802 — 08.11.1804 — полковник Цехановский
- 19.12.1804 — 03.04.1808 — полковник Штауде, Захар Фёдорович
- 03.04.1808 — 21.01.1809 — полковник князь Ураков
- 21.01.1809 — 01.09.1814 — полковник (с 22.10.1810 генерал-майор) Лисаневич, Дмитрий Тихонович

## Командиры полка
- 22.05.1797 — 18.10.1798 — подполковник (с 28.04.1798 полковник) Тимирязев, Василий Иванович
- 18.10.1798 — 20.11.1798 — майор Майнов, Никифор Романович
- 20.11.1798 — 27.11.1798 — генерал-майор Верёвкин, Михаил Михайлович
- 27.11.1798 — 17.01.1799 — майор Майнов, Никифор Романович
- 11.06.1799 — 19.01.1802 — майор (с 21.09.1799 подполковник, с 14.12.1800 полковник) Грессер, Максим Иванович
- 02.04.1802 — 07.03.1805 — полковник Майнов, Никифор Романович
- 21.07.1805 — 03.04.1808 — майор (с 23.04.1806 подполковник, с 12.12.1807 полковник) князь Ураков
- 20.12.1809 — 08.06.1811 — подполковник Якимов, Владимир Петрович
- 08.06.1811 — 05.10.1811 — подполковник Прибыловский
- 12.06.1812 — 1815 — майор Реутт, Иосиф Антонович
- 1815 — 07.06.1818 — полковник Якимов
- 07.06.1818 — 1818—1820 — подполковник Реутт, Иосиф Антонович
- 1818—1820 — 11.06.1820 — полковник Литвинов, Иван Васильевич
- 11.06.1820 — 01.02.1822 — подполковник Боровский
- 01.02.1822 — ? — подполковник (с 12.12.1824 полковник) Закревский 2-й